# Иоганн Эрнст III (герцог Саксен-Веймарский)
Иоганн Эрнст III Саксен-Веймарский (нем. Johann Ernst III von Sachsen-Weimar; 22 июня 1664, Веймар — 10 мая 1707, Веймар) — герцог Саксен-Веймарский.

## Биография
Иоганн Эрнст III был вторым сыном Иоганна Эрнста II Саксен-Веймарского и Кристины Елизаветы Гольштейн-Зондербургской. После смерти отца в 1683 году он унаследовал герцогство, и стал править им совместно со старшим братом Вильгельмом Эрнстом. Иоганн Эрнст был алкоголиком и не интересовался делами управления, поэтому его брат распоряжался герцогством фактически единолично.

## Семья и дети
11 октября 1685 года Иоганн Эрнст женился в Цербсте на Софии Августе Ангальт-Цербстской, дочери князя Иоганна VI. У них было пятеро детей:
- Иоганн Вильгельм (4 июня 1686 — 14 октября 1686)
- Эрнст Август I Саксен-Веймарский (1688—1748), герцог Саксен-Веймара, женат на Элеоноре Вильгельмине Ангальт-Кётенской, затем на Софии Шарлотте Бранденбург-Байрейтской
- Элеонора Кристиана (15 апреля 1689 — 7 февраля 1690)
- Иоганна Августа (6 июля 1690 — 24 августа 1691)
- Иоганна Шарлотта (23 ноября 1693 — 2 марта 1751)

Через два месяца после смерти первой жены Иоганн Эрнст женился 4 ноября 1694 в Касселе на Шарлотте Доротее Софии Гессен-Гомбургской. У них было четверо детей:
- Карл Фридрих (31 октября 1695 — 30 марта 1696)
- Иоганн Эрнст IV (1696—1715), вошедший в историю как композитор
- Мария Луиза (18 декабря 1697 — 29 декабря 1704)
- Кристина София (7 апреля 1700 — 18 февраля 1701)